# Mulroy Bay
Koordinaten: 55° 9′ 0″ N, 7° 41′ 0″ W
Die Mulroy Bay (irisch: Cuan an Mhaoil Rua) ist eine Bucht im County Donegal im Norden Irlands.
Die Mulroy Bay erstreckt sich in Nord-Süd-Richtung über eine Länge von etwa 19 km in schmaler, gestreckt s-förmig gewundener Trichterform zwischen der Halbinsel Fanad entlang ihrer östlichen Küste und dem Festland der irischen Grafschaft Donegal im Westen; sie öffnet sich in den Nordatlantik. 

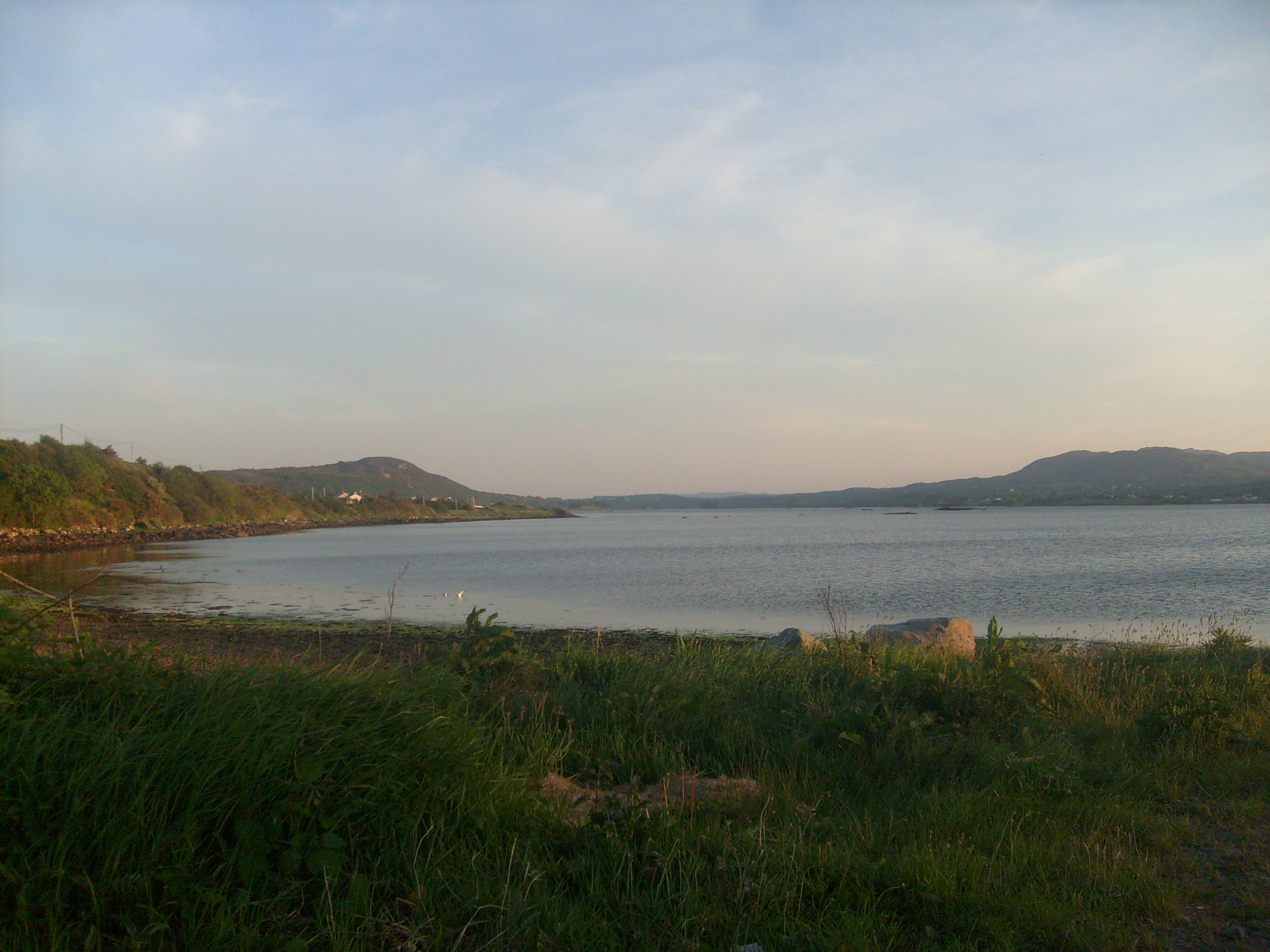
Mulroy Bay 2007

Nahe ihrer Südspitze befindet sich die Kleinstadt Milford. In der Mulroy Bay wird kommerzielle Lachs-Fischwirtschaft betrieben.